# Юхново (Бежаницкий район)
Юхново — деревня на юго-востоке Бежаницкого района Псковской области. Входит в состав муниципального образования «Бежаницкое».

## География
Расположена в 16 км к юго-востоку от райцентра Бежаницы.

## Население
| 2001 | 2002 | 2010 |
| ---- | ---- | ---- |
| 24   | ↗26  | ↘13  |